# عودة الحب (فلم)
عودة الحب (بالإيطالية: L'amore ritorna) هو فيلم درامي كوميدي إيطالي عام من إنتاج عام 2004 ومن إخراج سيرجيو روبيني.  ونتيجة لأدائها في هذا الفيلم، فازت جيوفانا ميزوجيورنو بجائزة ناسترو دي أرجينتو لأفضل ممثلة مساعدة. 

## طاقم التمثيل
- فابريزيو بنتيفوليو : لوكا فلوريو
- مارغريتا شراء : سيلفيا
- سيرجيو روبيني : جياكومو
- جيوفانا ميزوجيورنو : لينا
- إيروس باجني: البروفيسور مانجياكان
- أنطونيو بريسكو : بيتشيو
- أنتونيلو فاساري : سيرجيو
- سيمونا مارشيني : فلورا
- أمبرتو أورسيني : د. أمبروسيني
- ميشيل بلاسيدو : د. بيانكو
- ماريانجيلا ميلاتو : فيديريكا ستروزي

## روابط خارجية
- عودة الحب  في قاعدة بيانات الأفلام على الإنترنت (بالإنجليزية)